# Монтічано
Монтічано (італ. Monticiano) — муніципалітет в Італії, у регіоні Тоскана,  провінція Сієна.
Монтічано розташоване на відстані близько 175 км на північний захід від Рима, 75 км на південь від Флоренції, 26 км на південний захід від Сієни.
Населення — 1578 осіб (2014).

## Демографія
Населення за роками:

Станом на 1 січня 2023 року в муніципалітеті офіційно проживало 435 іноземців з 36 країн, серед них 64 громадяни країн Євросоюзу та 7 громадян України.

## Сусідні муніципалітети
- Кьюздіно
- Чивітелла-Паганіко
- Мурло
- Роккастрада
- Совічилле